# 보디체 (크로아티아)

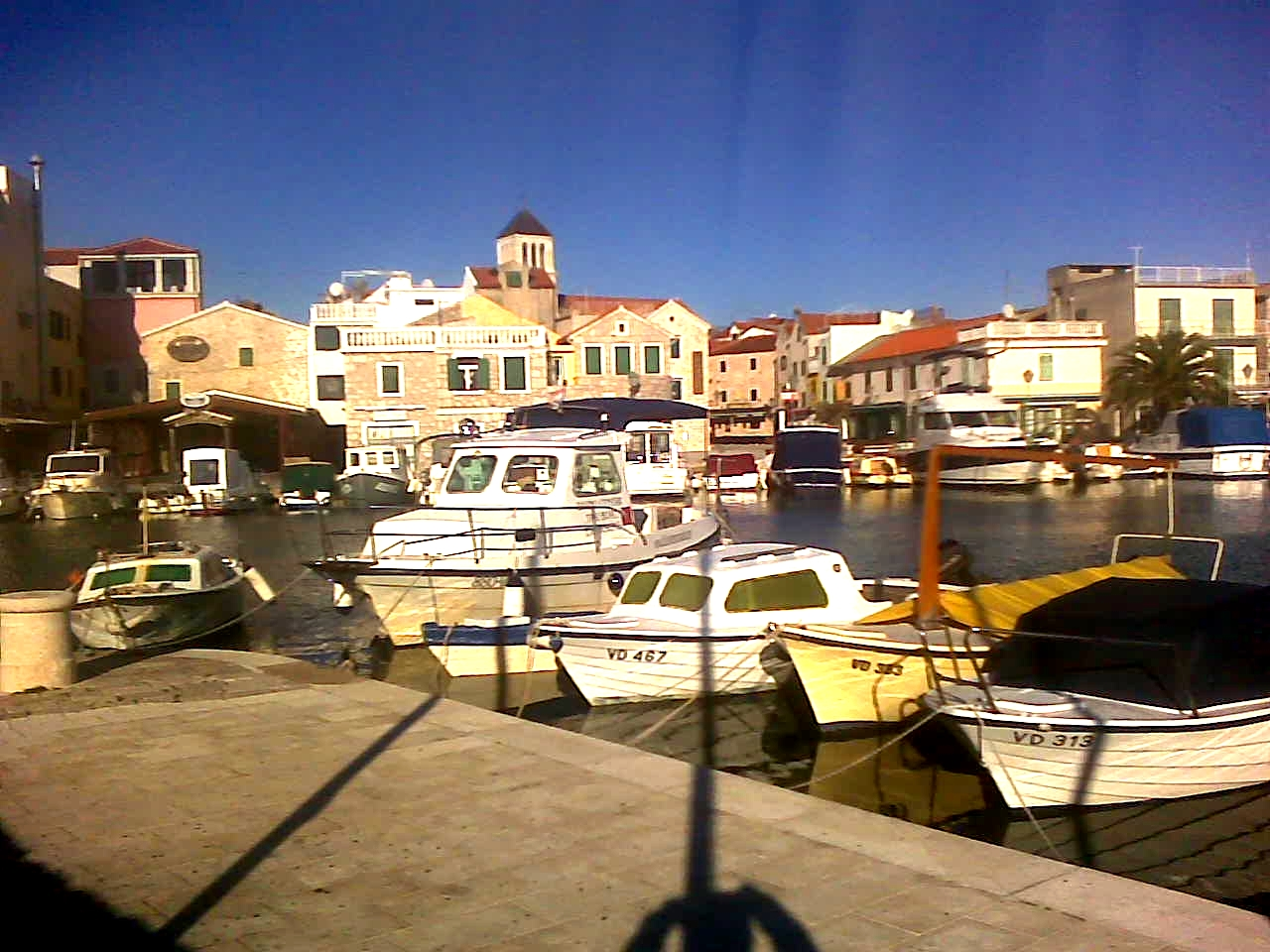

보디체(크로아티아어: Vodice)는 크로아티아 시베니크크닌주에 위치한 도시로 인구는 8,875명(2011년 기준)이다. 시베니크에서 북서쪽으로 약 10km 정도 떨어진 곳에 위치하며 아드리아해 연안과 접한다.

## 같이 보기
- 시베니크
- 코르나티 제도